# Parque nacional Ruaha
El parque nacional Ruaha es un gran parque nacional en Tanzania. Cubre un área de cerca de 10.300 km² solamente superado en tamaño por el parque nacional Serengueti. Está ubicado en el centro de Tanzania a 130 km de Iringa. El parque forma parte de un ecosistema al que pertenecen también las reservas de Rungwa y Usangu. En diciembre de 2006, con la anexión anunciada de la reserva de Usangu, el parque superará los 15.000 km². 
El nombre se deriva del río Gran Ruaha, que pasa a través del parque y es su principal corriente fluvial. El parque puede ser alcanzado por tierrar vía Iringa. También hay una pista aérea en los edificios de administración del parque.
El área fue declarada zona protegida en 1910 por el gobierno colonial alemán con el nombre de Gran Reserva del Río Saba. En 1946 la administración británica la renombró Gran Reserva de Rungwa. Parte de esta reserva se convirtió en el parque nacional en 1964.

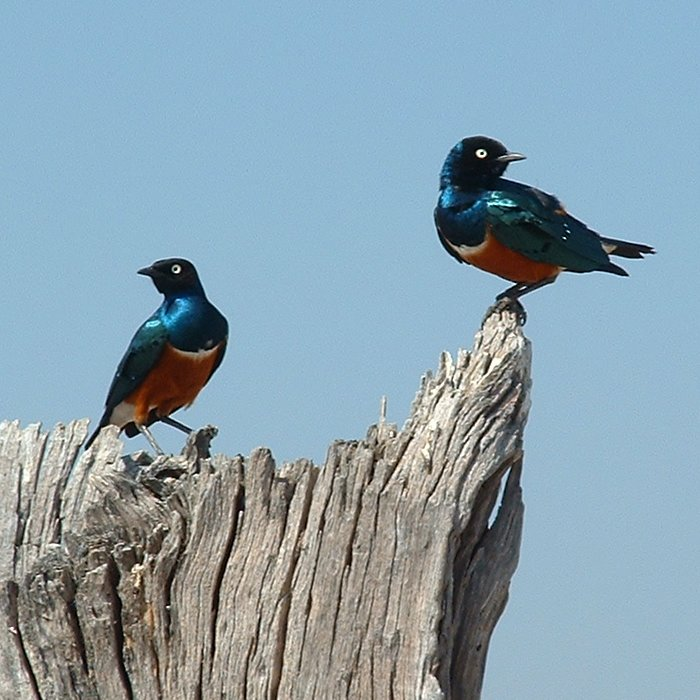
Estorninos (Lamprotornis superbus).

Ruaha es famoso por su inmensa población de e1lefantes. Actualmente, cerca de 10 000 de ellos atraviesan el parque. El parque es también un gran centro de observación de aves. Se han identificado 436 especies de un estimado de 475 observadas. Entre las aves residentes se encuentrans diferentes especies de bucerotidae, alcedines y passeriformes. También hay muchas especies de aves migratorias que visitan periódicamente el parque como cigüeñas.
Otros mamíferos como son los perros salvajes africanos, antílopes y rinocerontes fueron observados por última vez en 1982 por lo que se suponen extintos en el parque debido a la caza ilegal.